# شيرلي راسيل
شيرلي راسيل (بالإنجليزية: Shirley Ximena Hopper Russell)‏ هي رسامة أمريكية، ولدت في 1886 في ديل ري في الولايات المتحدة، وتوفيت في 1985 في هونولولو في الولايات المتحدة.